# میکویان میگ-۲۹ام
میگ-۲۹ام (روسی: Микоян МиГ-29M) جنگنده چندمنظوره روسی است، که در سال ۲۰۰۵ توسط شرکت هوافضای میگ توسعه یافت. این هواپیما به همراه مدل میکویان میگ-۲۹کی بر روی یک پلتفرم یکپارچه واحد ساخته شده‌است. مدل اصلی این هواگرد یعنی میگ-۲۹، نخستین بار در اواسط دهه ۱۹۸۰ طراحی شد و در دهه ۱۹۹۰ توسط دفتر طراحی تجربی میکویان در اتحاد جماهیر شوروی ساخته شد.